# Списак рудника у Чилеу
Ово је списак рудника у Чилеу организован по производима.

## Бакар
Рудник Канделарија велики је рудник бакра који се налази на северу Чилеа у региону Атакама. Канделарија представља једну од највећих бакарних резерви у Чилеу и у свету, која процењује резерве од 600 милиона тона руде са оценом 0,95% бакра, 3,84 милиона злата и 576 милиона сребра. Рудник такође укључује постројење за повратну осмозу у морској води капацитета за производњу 7,9 милиона галона дневно.

## Злато
Регија злата Ел Индио је минерално богат регион који простире границу између Чилеа и Аргентине и садржи велике количине злата, сребра и бакра. С обје стране границе појас се налази унутар Анда. Златне резерве у појасу који се налазе у Аргентини могу достићи чак 35 милиона унци.
Поред наведеног издвајају се и рудници:
- Рудник Канделарија

- Рудник Ел Токуи је рудник цинка и злата у Чилеу.

- Рудник Мадре де Диос налази се на истоку града Мафил у Чилеу. Представља рудник злата који је више пута миниран од његовог открића у 1556. години.

- Рудник злата Маричунга рудник злата у Чилеу који је затворен у августу 2016. године.

- Паскуа Лама је отворен рудник злата, сребра, бакра и других минерала. Налази се у јужном делу пустиње Атакама, који се налази измђу Чилеа и Аргентине.

- Рудник Сан Хосе је мали рудник бакра и злата који се налази у близини Копиапона у региону Атакама у Чилеу.

## Сребро
- Рудник Канделарија